# Musa textilis
Abacá (/ɑːbəˈkɑː/ ah-bə-KAH; tiếng Filipino: Abaka [ɐbɐˈka]), dạm pháp khoa học Musa textilis, là một loài chuối có nguồn gốc từ Philippines, được trồng như một loại cây thương mại ở Philippines, Ecuador và Costa Rica. Loài thực vật này còn được gọi là cây gai dầu Manila, có tầm quan trọng kinh tế lớn, được thu hoạch để lấy sợi ( dùng để làm sợi chuối abaca ), còn được gọi là cây gai dầu Manila, chiết xuất từ thân lá. Abacá cũng là nguồn cung cấp sợi bóng truyền thống được dệt thủ công bằng tay trong nhiều loại vải dệt bản địa khác nhau ở Philippines như t'nalak, cũng như các loại vải sheer sang trọng thời thuộc địa được gọi là nipís. Chúng cũng là nguồn cung cấp sợi cho sinamáy, một loại vật liệu cứng được dệt thô sử dụng cho hàng dệt cũng như trong các nhà máy truyền thống của Philippine.
Cây phát triển đến 13–22 foot (4,0–6,7 m), và trung bình khoảng 12 foot (3,7 m). Sợi ban đầu được sử dụng để làm sợi xe và dây thừng; hiện nay hầu hết được nghiền thành bột và được sử dụng trong nhiều sản phẩm giấy chuyên dụng bao gồm túi trà, giấy lọc và giấy bạc. Cây được phân loại là sợi cứng, cùng với xơ dừa, henequin và sisal.
Loài này được Née miêu tả khoa học đầu tiên năm 1801.

## Lịch sử

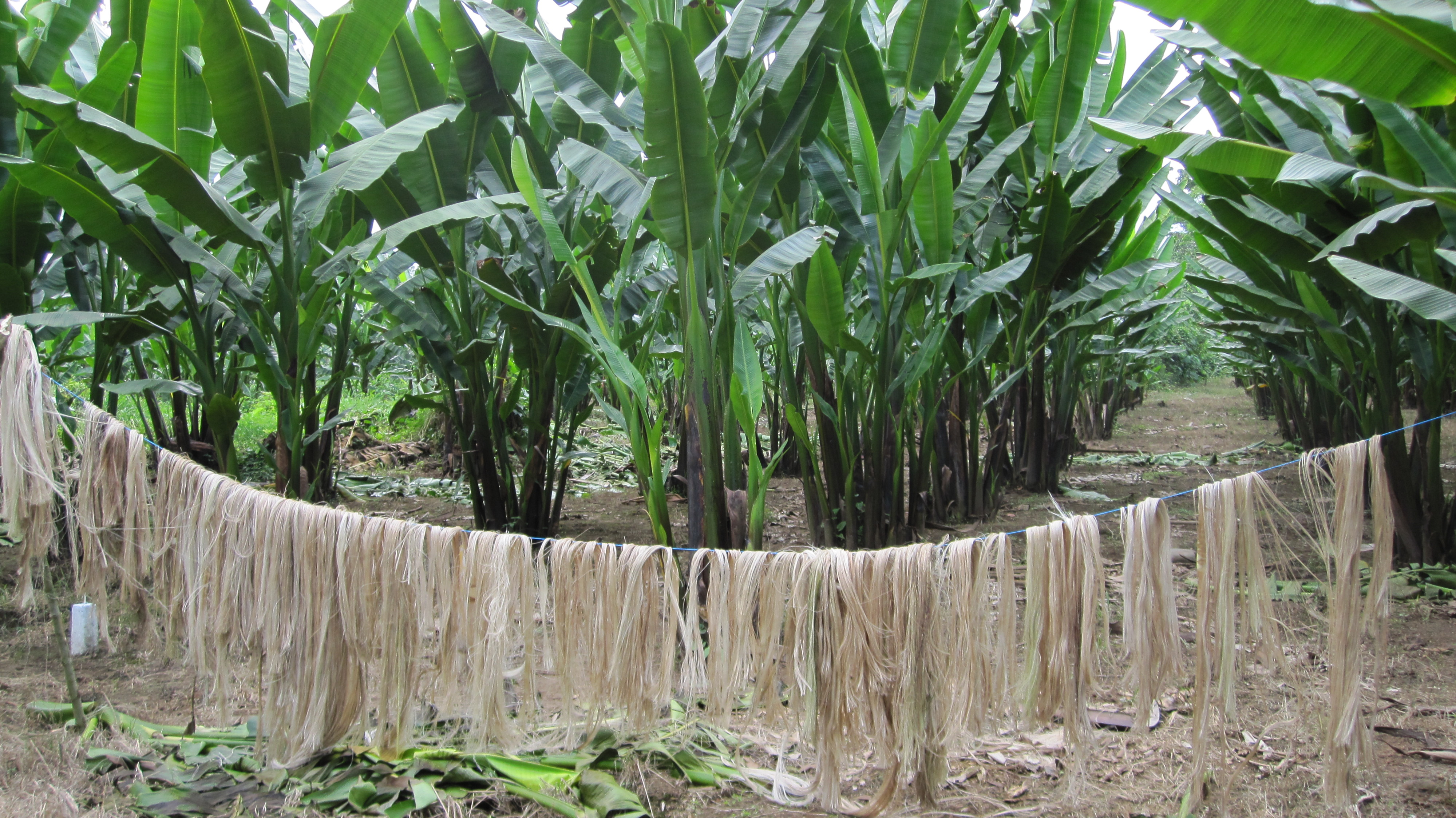
Làm khô xơ abacá trong trang trại abaca, Costa Rica

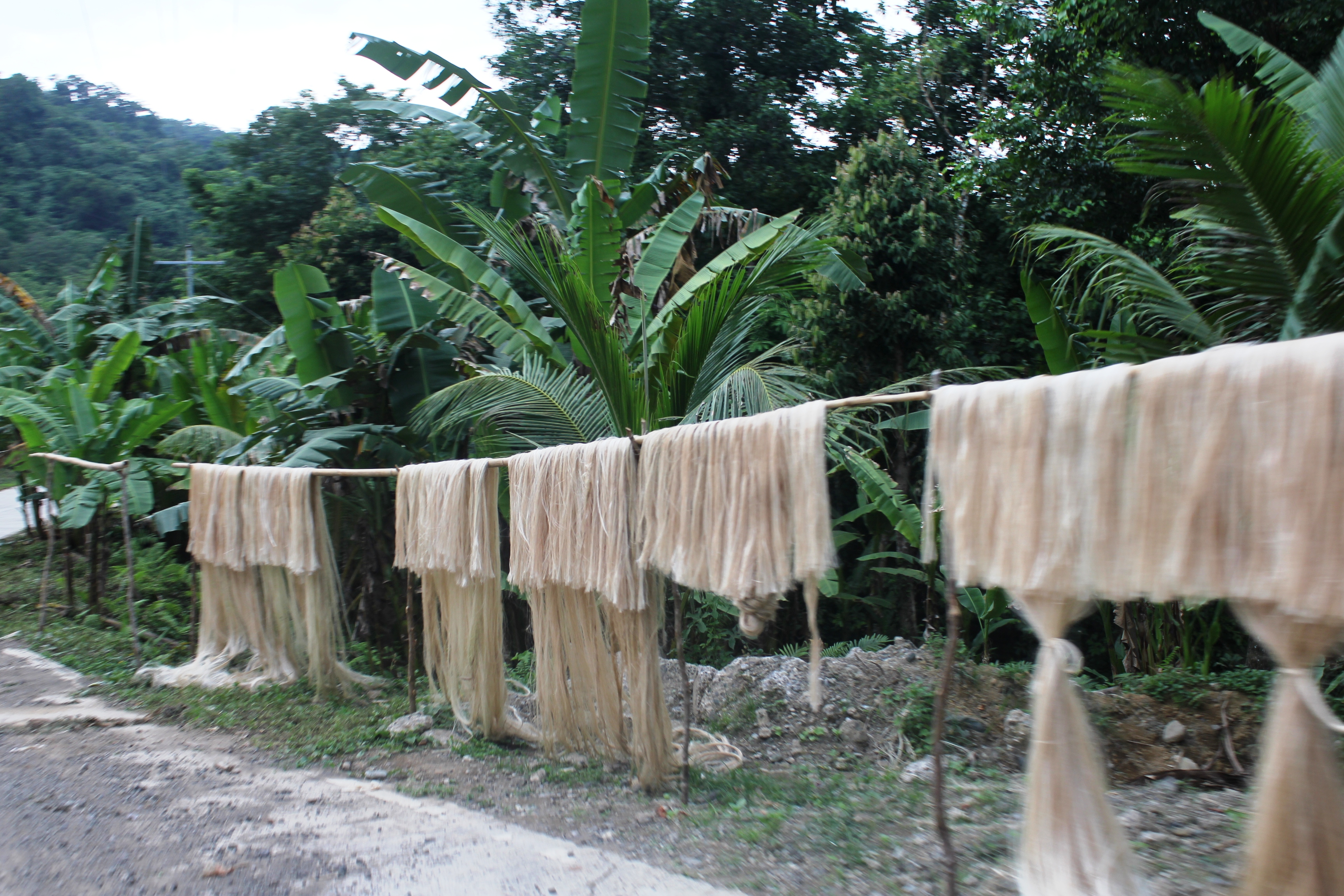
Abacá Fiber ở Lagonoy, Camarines Sur, Philippines

Trước khi hàng dệt tổng hợp được sử dụng, textili là nguồn cung cấp chính chất lượng sợi cao: mềm, mượt và mịn. Tổ tiên của abacá hiện đại được cho là có nguồn gốc từ miền đông Philippines, nơi có lượng mưa lớn quanh năm. Các giống abacá hoang dã vẫn có thể được tìm thấy trong các khu rừng nội địa thuộc hòn đảo Catanduanes, cách xa các khu vực canh tác.

## Hình ảnh

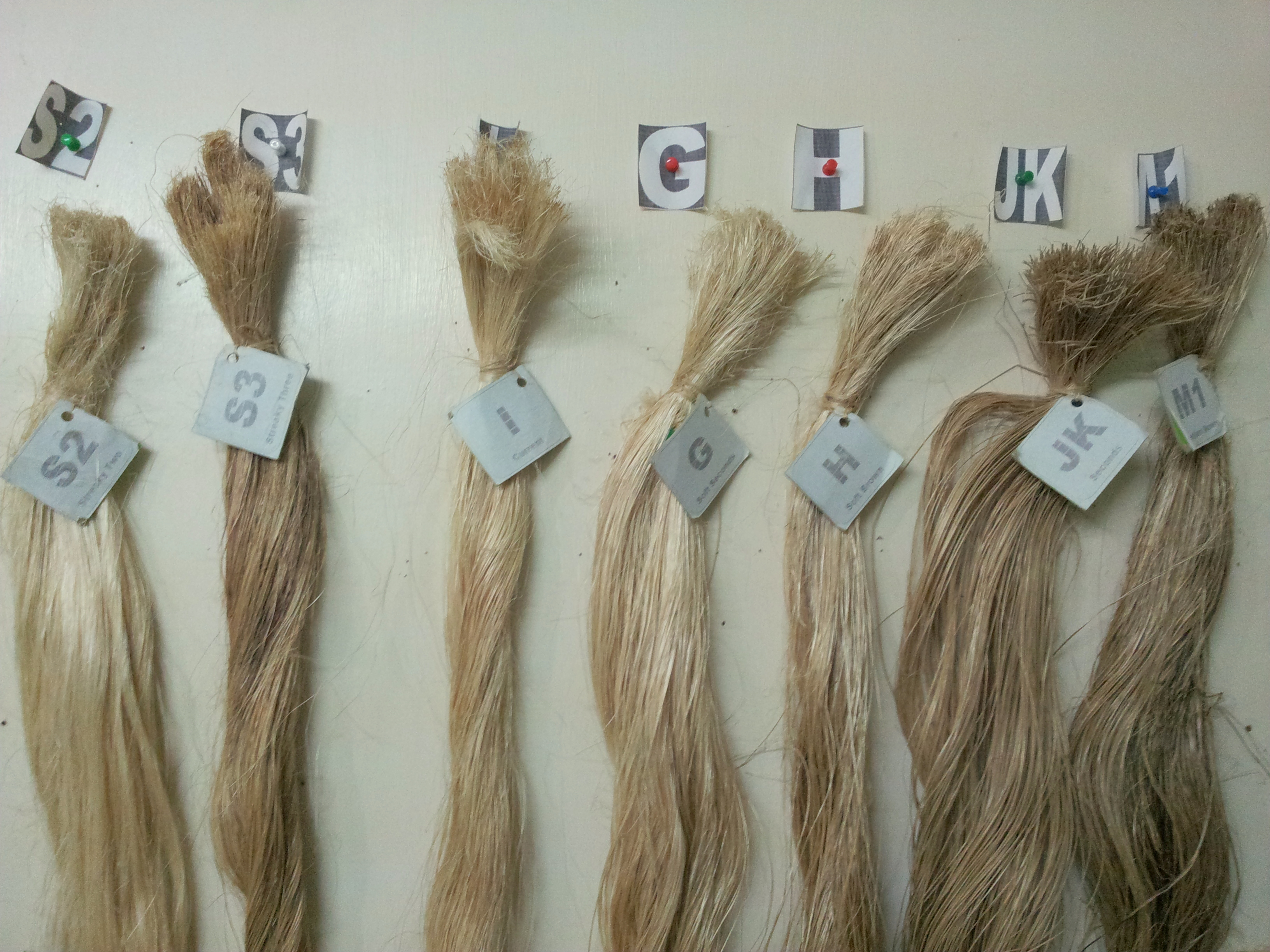
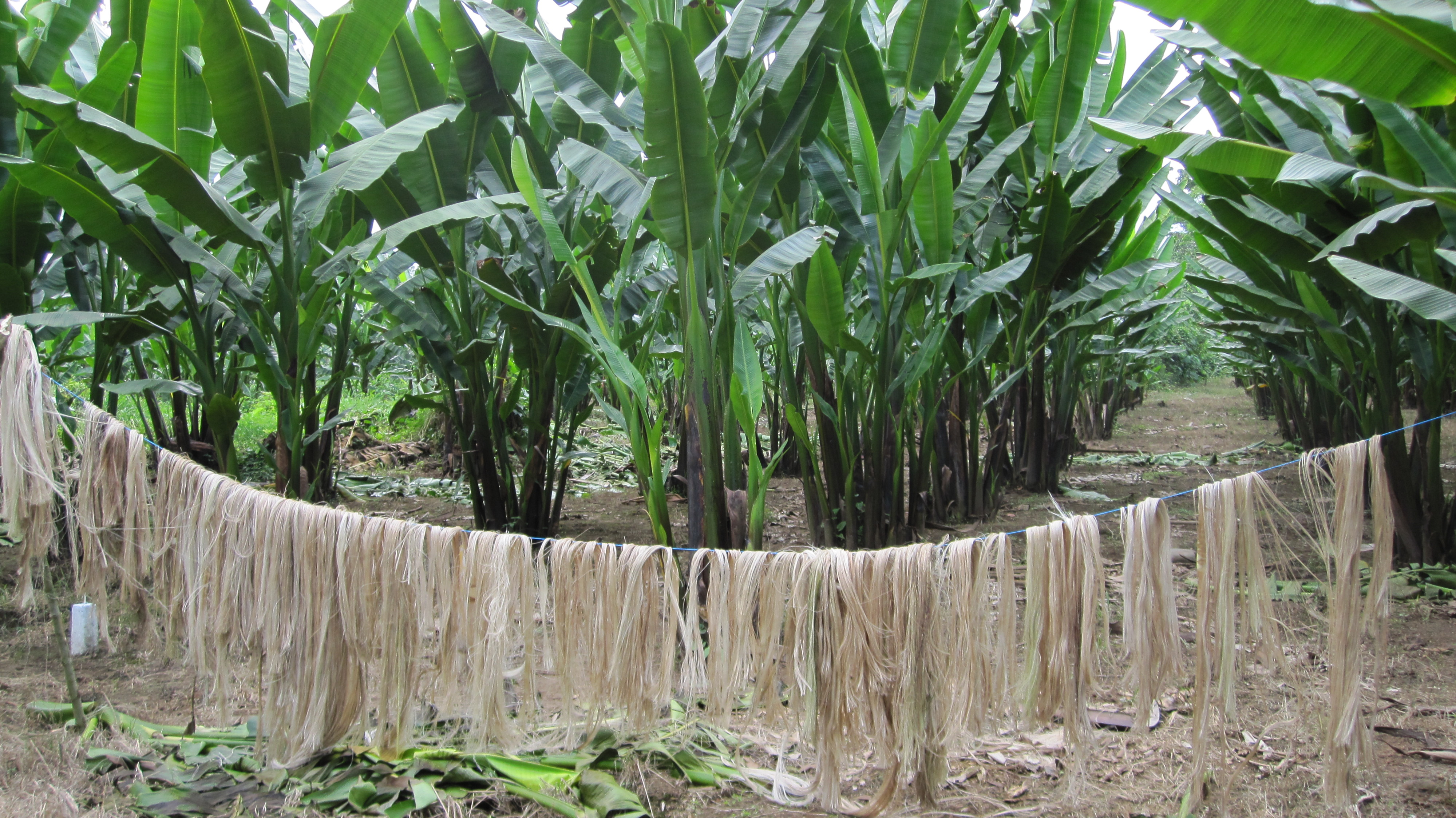
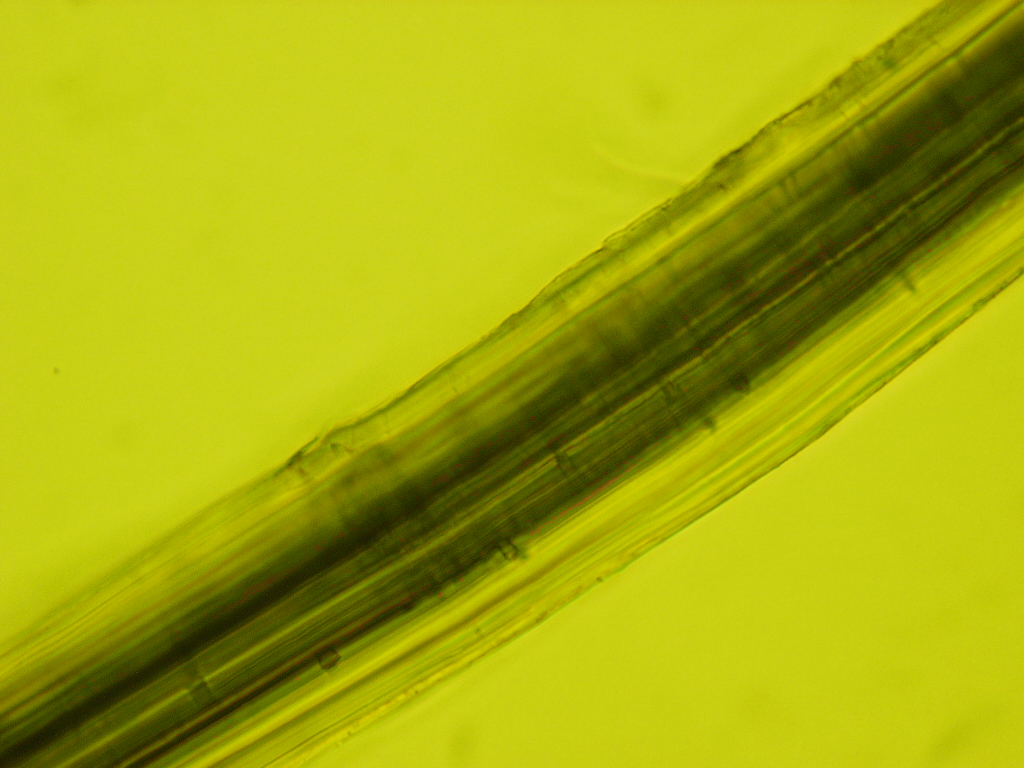
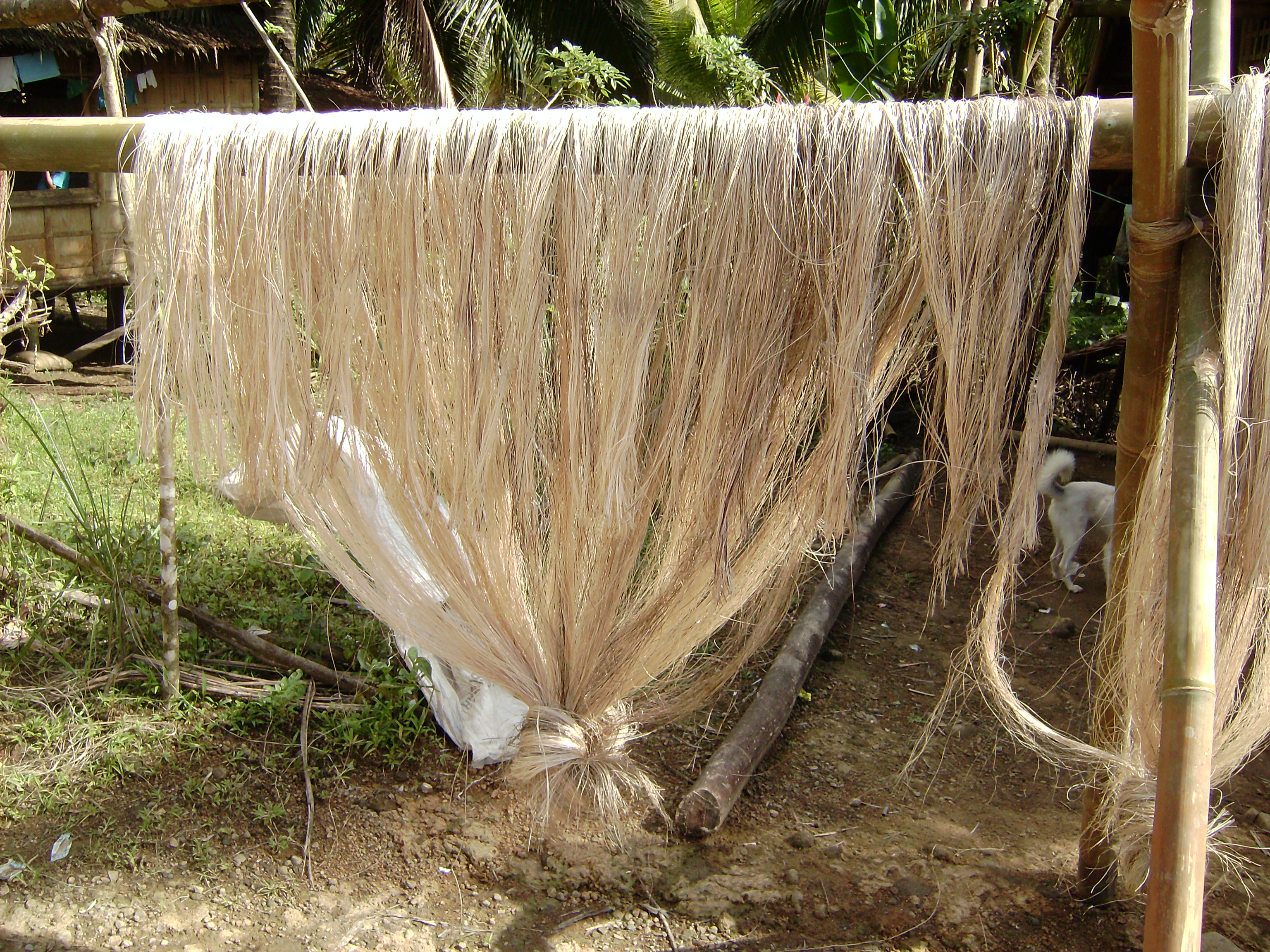